# Campeonato Mundial de Voleibol Femenino de 1998
El Campeonato Mundial de Voleibol Femenino de 1998 fue la 13.ª edición realizada de este certamen. La sede fue el país de Japón. Fue realizado del 3 al 12 de noviembre de 1998.

## Equipos
| Grupo A      | Grupo B        | Grupo C              | Grupo D       |
| ------------ | -------------- | -------------------- | ------------- |
| Japón        | Bulgaria       | Brasil               | China         |
| Kenia        | Cuba           | República Dominicana | Croacia       |
| Países Bajos | Italia         | Alemania             | Tailandia     |
| Perú         | Estados Unidos | Rusia                | Corea del Sur |

## Formato
La competencia se dividirá en 3 rondas: La ronda preliminar o fase de grupos, la segunda ronda y la ronda de play-off.
En la fase de grupos los 16 equipos fueron divididos en 4 grupos de 4 equipos cada uno y los 3 primeros avanzaron a la segunda ronda.
En la segunda ronda los 12 equipos participantes se dividieron en 2 grupos de 6 equipos cada uno y los 2 primeros avanzaron a la ronda de play-off mientras que los colocados en la 3.ª y 4.ª posición jugaron la ronda para determinar del 5.º al 8.º lugar.
En la ronda de play-off se diputaron semifinales, partido por el 3.º lugar y Final.

## Ronda Preliminar

### Grupo A
| Equipo       | J | G | P | SG | SP | DS | PTS |
| ------------ | - | - | - | -- | -- | -- | --- |
| Japón        | 3 | 3 | 0 | 9  | 0  | +9 | 6   |
| Países Bajos | 3 | 2 | 1 | 6  | 3  | +3 | 5   |
| Perú         | 3 | 1 | 2 | 3  | 8  | -5 | 4   |
| Kenia        | 3 | 0 | 3 | 2  | 9  | -7 | 3   |

Resultados:
| Fecha     | Partido      | Partido | Partido      | Resultado |
| --------- | ------------ | ------- | ------------ | --------- |
| 03.11.98  | Países Bajos | -       | Kenia        | 3-0       |
| 03.11.98  | Japón        | -       | Perú         | 3-0       |
| 04..11.98 | Países Bajos | -       | Perú         | 3-0       |
| 04.11.98  | Japón        | -       | Kenia        | 3-0       |
| 05.11.98  | Perú         | -       | Kenia        | 3-2       |
| 05.11.98  | Japón        | -       | Países Bajos | 3-0       |

### Grupo B
| Equipo         | J | G | P | SG | SP | DS | PTS |
| -------------- | - | - | - | -- | -- | -- | --- |
| Cuba           | 3 | 3 | 0 | 9  | 1  | +8 | 6   |
| Italia         | 3 | 2 | 1 | 6  | 3  | +3 | 5   |
| Bulgaria       | 3 | 1 | 2 | 4  | 6  | -2 | 4   |
| Estados Unidos | 3 | 0 | 3 | 0  | 9  | -9 | 3   |

Resultados:
| Fecha    | Partido  | Partido | Partido        | Resultado |
| -------- | -------- | ------- | -------------- | --------- |
| 03.11.98 | Italia   | -       | Bulgaria       | 3-0       |
| 03.11.98 | Cuba     | -       | Estados Unidos | 3-0       |
| 04.11.98 | Italia   | -       | Estados Unidos | 3-0       |
| 04.11.98 | Cuba     | -       | Bulgaria       | 3-1       |
| 05.11.98 | Cuba     | -       | Italia         | 3-0       |
| 05.11.98 | Bulgaria | -       | Estados Unidos | 3-0       |

### Grupo C
| Equipo               | J | G | P | SG | SP | DS | PTS |
| -------------------- | - | - | - | -- | -- | -- | --- |
| Rusia                | 3 | 3 | 0 | 9  | 0  | +9 | 6   |
| Brasil               | 3 | 2 | 1 | 6  | 3  | +3 | 5   |
| República Dominicana | 3 | 1 | 2 | 3  | 8  | -5 | 4   |
| Alemania             | 3 | 0 | 3 | 2  | 9  | -7 | 3   |

Resultados:
| Fecha    | Partido              | Partido | Partido              | Resultado |
| -------- | -------------------- | ------- | -------------------- | --------- |
| 03.11.98 | República Dominicana | -       | Alemania             | 3-2       |
| 03.11.98 | Rusia                | -       | Brasil               | 3-0       |
| 04.11.98 | Brasil               | -       | República Dominicana | 3-0       |
| 04.11.98 | Rusia                | -       | Alemania             | 3-0       |
| 05.11.98 | Rusia                | -       | República Dominicana | 3-0       |
| 05.11.98 | Brasil               | -       | Alemania             | 3-0       |

### Grupo D
| Equipo        | J | G | P | SG | SP | DS | PTS |
| ------------- | - | - | - | -- | -- | -- | --- |
| Corea del Sur | 3 | 3 | 0 | 9  | 4  | +5 | 6   |
| China         | 3 | 2 | 1 | 8  | 5  | +3 | 5   |
| Croacia       | 3 | 1 | 2 | 7  | 6  | +1 | 4   |
| Tailandia     | 3 | 0 | 3 | 0  | 9  | -9 | 3   |

Resultados:
| Fecha    | Partido       | Partido | Partido   | Resultado |
| -------- | ------------- | ------- | --------- | --------- |
| 03.11.10 | Corea del Sur | -       | Croacia   | 3-2       |
| 03.11.10 | China         | -       | Tailandia | 3-0       |
| 04.11.10 | China         | -       | Croacia   | 3-2       |
| 04.11.10 | Corea del Sur | -       | Tailandia | 3-0       |
| 05.11.10 | Croacia       | -       | Tailandia | 3-0       |
| 05.11.10 | Corea del Sur | -       | China     | 3-2       |

## Segunda ronda

### Grupo E
Equipos del grupo A y C.
| Equipo               | SP | SG | G | P  | J  | PTS | DS |
| -------------------- | -- | -- | - | -- | -- | --- | -- |
| Rusia                | 5  | 5  | 0 | 15 | 1  | +14 | 10 |
| Brasil               | 5  | 4  | 1 | 12 | 3  | +9  | 9  |
| Japón                | 5  | 3  | 2 | 10 | 6  | +4  | 8  |
| Países Bajos         | 5  | 2  | 3 | 6  | 9  | -3  | 7  |
| Perú                 | 5  | 1  | 4 | 3  | 14 | -11 | 6  |
| República Dominicana | 5  | 0  | 5 | 2  | 15 | -13 | 5  |

Resultados:
| Fecha    | Partido      | Partido | Partido              | Resultado |
| -------- | ------------ | ------- | -------------------- | --------- |
| 07.11.98 | Perú         | -       | República Dominicana | 3-2       |
| 07.11.98 | Brasil       | -       | Países Bajos         | 3-0       |
| 07.11.98 | Rusia        | -       | Japón                | 3-1       |
| 08.11.98 | Países Bajos | -       | República Dominicana | 3-0       |
| 08.11.98 | Rusia        | -       | Perú                 | 3-0       |
| 08.11.98 | Brasil       | -       | Japón                | 3-0       |
| 09.11.98 | Rusia        | -       | Países Bajos         | 3-0       |
| 09.11.98 | Brasil       | -       | Perú                 | 3-0       |
| 09.11.98 | Japón        | -       | República Dominicana | 3-0       |

### Grupo F
Equipos del grupo B y D.
| Equipo        | J | G | P | SG | SP | DS  | PTS |
| ------------- | - | - | - | -- | -- | --- | --- |
| Cuba          | 5 | 5 | 0 | 15 | 1  | +14 | 10  |
| China         | 5 | 4 | 1 | 11 | 8  | +3  | 8   |
| Italia        | 5 | 2 | 3 | 8  | 9  | -1  | 7   |
| Croacia       | 5 | 2 | 3 | 10 | 12 | -2  | 7   |
| Corea del Sur | 5 | 2 | 3 | 7  | 13 | -6  | 7   |
| Bulgaria      | 5 | 1 | 4 | 5  | 13 | -8  | 6   |

Resultados:
| Fecha    | Partido  | Partido | Partido       | Resultado |
| -------- | -------- | ------- | ------------- | --------- |
| 07.11.98 | China    | -       | Italia        | 3-0       |
| 07.11.98 | Cuba     | -       | Corea del Sur | 3-0       |
| 07.11.98 | Croacia  | -       | Bulgaria      | 3-1       |
| 08.11.98 | Cuba     | -       | China         | 3-0       |
| 08.11.98 | Croacia  | -       | Italia        | 3-2       |
| 08.11.98 | Bulgaria | -       | Corea del Sur | 3-1       |
| 09.11.98 | Cuba     | -       | Croacia       | 3-0       |
| 09.11.98 | China    | -       | Bulgaria      | 3-0       |
| 09.11.98 | Italia   | -       | Corea del Sur | 3-0       |

## Play-off

### 5.º al 8.º lugar

#### Clasificatorios
| Fecha    | Partido | Partido | Partido      | Resultado |
| -------- | ------- | ------- | ------------ | --------- |
| 11.11.98 | Italia  | -       | Países Bajos | 3-0       |
| 11.11.98 | Croacia | -       | Japón        | 3-0       |

#### Partido por el 7.º
| Fecha    | Partido      | Partido | Partido | Resultado |
| -------- | ------------ | ------- | ------- | --------- |
| 12.11.98 | Países Bajos | -       | Japón   | 3-1       |

#### Partido por el 5.º
| Fecha    | Partido | Partido | Partido | Resultado |
| -------- | ------- | ------- | ------- | --------- |
| 12.11.98 | Italia  | -       | Croacia | 3-0       |

### 4.º al 1.º lugar

#### Semifinales
| Fecha    | Partido | Partido | Partido | Resultado |
| -------- | ------- | ------- | ------- | --------- |
| 11.11.98 | China   | -       | Rusia   | 3-0       |
| 11.11.98 | Cuba    | -       | Brasil  | 3-1       |

#### Partido por el 3.º
| Fecha    | Partido | Partido | Partido | Resultado |
| -------- | ------- | ------- | ------- | --------- |
| 12.11.98 | Rusia   | -       | Brasil  | 3-1       |

#### Final
| Fecha    | Partido | Partido | Partido | Resultado          |
| -------- | ------- | ------- | ------- | ------------------ |
| 12.11.98 | Cuba    | 3-0     | China   | 15-4/ 16-14 / 15-2 |

## Medallero
|      |       |       |
| Cuba | China | Rusia |

## Clasificación general
| 1. Cuba                  |
| 2. China                 |
| 3. Rusia                 |
| 4. Brasil                |
| 5. Italia                |
| 6. Croacia               |
| 7. Países Bajos          |
| 8. Japón                 |
| 9. Corea del Sur         |
| 10. Perú                 |
| 11. Bulgaria             |
| 12. República Dominicana |
| 13. Kenia                |
| 14. Estados Unidos       |
| 15. Alemania             |
| 16. Tailandia            |

## Premios Individuales
Jugadora Más Valiosa
 Regla Torres
Mejor Anotadora
 Barbara Jelić
Mejor Rematadora
 Ana Fernández
Mejor Bloqueadora
 Regla Torres
Mejor Servidora
 Ellen Leferink
Mejor Excavadora
 Hiroko Tsukumo
Mejor Levantadora
 Maurizia Cacciatori
Mejor Receptora
 Hiroko Tsukomo
Mejor Entrenador
 Antonio Perdomo
Entrenador más creativo
 Nobuchika Kuzuwa